# Brote del virus Nipah de 1998-1999 en Malasia
El brote del virus Nipah de 1998-1999 en Malasia fue un brote de la infección por el virus Nipah que se produjo entre septiembre de 1998 y mayo de 1999 en los estados de Perak, Negeri Sembilan y Selangor en Malasia. Se reportaron un total de 265 casos de encefalitis aguda con 105 muertes causadas por el virus en los tres estados durante el brote. Las autoridades de salud de Malasia al principio pensaron que la infección era la encefalitis japonesa (JE), este error obstaculizó el despliegue de medidas efectivas para prevenir la propagación. Este brote era causado por un agente recién descubierto al que llamaron virus Nipah (NiV). La enfermedad era tan mortal como la enfermedad por el virus del Ébola (EVD), pero, a diferencia del Ebóla, atacaba el sistema cerebral en lugar de los vasos sanguíneos.
Esta enfermedad emergente causó grandes pérdidas tanto en la vida animal como humana, afectando el comercio de ganado y creó un revés significativo para el sector porcino en Malasia. En el país, pese a ser el origen del virus, no tuvo más casos desde 1999, pero continúan ocurriendo nuevos brotes en Bangladés y la India.

## Antecedentes
El virus atacó primero a las granjas de cerdos en el suburbio de Ipoh en Perak. Los cerdos presentaban enfermedades respiratorias y encefalitis, pensaron que era causada por la encefalitis japonesa (JE) debido a que 4 muestras de suero de 28 humanos infectados en el área dio positivo para la inmunoglobulina M específica de encefalitis japonesa (IgM), que también se confirma por los hallazgos del Centro Colaborador de la Organización Mundial de la Salud (OMS) para Enfermedades Tropicales en la Universidad de Nagasaki. Un total de 15 personas infectadas murieron durante el brote posterior antes de que el virus comenzara a extenderse a Sikamat, Nipah River Village y Pelandok Hill en Negeri Sembilan cuando los granjeros afectados por las medidas de control comenzaron a vender sus cerdos infectados a estas áreas. Esto resultó en 80 de los infectados por el virus, de los cuales 89 murieron. Con un mayor movimiento de los cerdos infectados, surgieron más casos alrededor del distrito de Sepang y Sungai Buloh en Selangor con 11 casos y 1 muerte reportada entre los trabajadores de los mataderos en Singapur que habían manejado los cerdos infectados importados de Malasia.

## Respuesta de las autoridades e investigación adicional.
Dado que la causa se identificó erróneamente en primer lugar, se implementaron medidas de control tempranas, como la fumigación para eliminar mosquitos y la vacunación de cerdos contra la encefalitis japonesa en el área afectada, lo que resultó ineficaz. El aumento de las muertes reportadas causó temor en todo el país y el colapso cercano de la industria local de cría de cerdos. La mayoría de los trabajadores de la salud que cuidaban a sus pacientes infectados se habían convencido de que el brote no fue causado por la encefalitis japonesa, ya que la enfermedad afectaba a más adultos que niños, incluidos aquellos que habían sido vacunados contra la encefalitis japonesa.  
Se realizaron más autopsias a los fallecidos, los resultados fueron inconsistentes con los resultados anteriores, donde sugieren que puede provenir de otro agente. Esto fue respaldado por varias razones, como que todas las víctimas infectadas tenían un contacto físico directo con los cerdos y todos los cerdos infectados habían desarrollado síntomas graves como la tos fuerte antes de morir. A pesar de la evidencia obtenida de los resultados de las autopsias con nuevos hallazgos entre los investigadores locales, el gobierno federal, especialmente las autoridades de salud, insistían en que fue causado únicamente por la encefalitis japonesa, retrasando las medidas apropiadas para el control del brote. 

### Identificación de la fuente de infección.
A principios de marzo de 1999, un virólogo médico local de la Universidad de Malaya llamado Kaw Bing Chua encontró la causa de la infección. La infección era causada por un nuevo agente al que llamaron virus Nipah (NiV), tomado del nombre del área de investigación de Nipah River Village (en malayo: Kampung Sungai Nipah), El origen del virus se identifica en una especie nativa de murciélago frugívoro.
Posteriormente el nuevo virus, junto con el virus Hendra (HeV), se reconocerá como un nuevo género, Henipavirus (Hendra + Nipah) en la familia Paramyxoviridae. Se descubrió que el virus Nipah y el virus Hendra compartían suficientes epítopos para que los antígenos del virus Hendra se usen en una prueba serológica prototipo de anticuerpos contra el virus Nipah que ayude en la detección y diagnóstico posterior de la infección por el virus Nipah. Tras los hallazgos, se llevó a cabo una vigilancia generalizada de las poblaciones de cerdos junto con el sacrificio de más de un millón de cerdos y la última muerte humana ocurrió el 27 de mayo de 1999.  
El brote en la vecina Singapur motivo la prohibición inmediata de la importación de cerdos al país y el posterior cierre de los mataderos. El descubrimiento del virus recibió la atención de la agencia estadounidense Centros para el Control y la Prevención de Enfermedades (CDC), la Organización de Investigación Científica e Industrial de la Commonwealth (CSIRO) y el Hospital General de Singapur (SGH), quienes brindaron asistencia rápida para la caracterización del virus y el desarrollo de la vigilancia y medidas de control. 

## Secuelas
Hasta la década de 2010, la prohibición de la cría de cerdos en Pelandok Hill todavía estaba en vigor para evitar un nuevo brote, pese a eso algunas personas realizaban silenciosamente el negocio motivados por los líderes de la comunidad. La mayoría de los criadores de cerdos sobrevivientes ahora se dedican al aceite de palma y al cultivo de Artocarpus integer (yaca de la India). El virus le ha dado fama al área de Nipah River Village de Pelandok Hill.

### Memoriales
En 2018, el brote se conmemora en un museo recién construido llamado Nipah River Time Tunnel Museum en Nipah River Village con varias de las historias de víctimas sobrevivientes que se han filmado en un documental que se presentará en el museo.